# Glochidion lanceolatum
Glochidion lanceolatum là một loài thực vật có hoa trong họ Diệp hạ châu. Loài này được Hayata mô tả khoa học đầu tiên năm 1904.